# Мартышев (озеро)
Мартышев (укр. Мартишів) — озеро, расположенное на территории Дарницкого района Киевского горсовета; 5-е по площади озеро Киевского горсовета (3-е — Дарницкого района). Площадь — 0,9 км² (90,4 га), по другим данным 26,6 га. Тип общей минерализации — пресное. Происхождение — антропогенное. Группа гидрологического режима — бессточное.

## География
Длина — около 2 км. Ширина наибольшая — 0,37 км. Озеро используется для рекреации и рыболовства. Находится на балансе коммунального предприятия Плесо.
Расположено на левом берегу Днепра южнее жилого массива Осокорки: непосредственно южнее 55-й Садовой улицы. Одно из так называемых Осокорковских озёр. Западнее примыкают Нижние сады (участки садовых товариществ) и озёра Подборная и Пискун, восточнее — озеро Небреж, южнее — озеро Святище.
Озёрная котловина неправильной формы, вытянутая с севера на юг. Озеро образовано на месте карьера (карьер № 2) после намыва территории для строительства жилых массивов Осокорки и Позняки. Современная береговая линия сформировалась к началу 1990-х годов. На западном берегу расположены Нижние сады. Озеро соединено протоками с озёрами Тяглое и Небреж на востоке, а также Святище на юге. В публичной кадастровой карте на месте озера Небреж, примыкающего к озеру Мартышев, обозначены участки для строительства микрорайонов 1 и 2 жилого массива Осокорки-Центральные, площадью 90,6 га. Согласно существующему Генплану Киева до 2025 года озёра Тяглое и Небреж будут застроены. Общественность выступает за создание на данной территории ландшафтного парка